# Wasserturm Rendsburg (Saatseewerft)
| Wasserturm Rendsburg Saatseewerft                    | Wasserturm Rendsburg Saatseewerft |
| Daten                                                | Daten                             |
| ---------------------------------------------------- | --------------------------------- |
| Baujahr:                                             | 1914                              |
| Turmhöhe:                                            | 25,5 m                            |
| Nutzhöhe:                                            | 20 m                              |
| Behälterart:                                         | Barkhausen                        |
| Volumen des Behälters:                               | 100 m³                            |
| Stilllegung:                                         | 1991                              |
| Ursprüngliche Nutzung:                               | Versorgung der Werft              |
| Heutige Nutzung:                                     | ungenutzt                         |
| Ensemble mit Verwaltungsgebäude und Eisenbahnviadukt |                                   |

Der Wasserturm der Saatseewerft in Rendsburg liegt zwischen dem Nord-Ostsee-Kanal und der Eisenbahnschleife, die zur Hochbrücke führt. Das Backsteinbauwerk bildet ein Ensemble mit dem benachbarten Verwaltungsgebäude der Werft. Die Gebäude entstanden im Zuge der Erweiterung und Modernisierung des Betriebes infolge des Kanalausbaus zwischen 1907 und 1914.

## Bauwerk
Der Turm hat einen quadratischen Grundriss. Diese Form setzt sich bis zu einem Zwischendach fort. Dann folgt ein achteckiger Turmkopf, der wirkt, als wäre er auf das quadratische Dach aufgesetzt. Ein grau gedecktes Zeltdach schließt das Bauwerk nach oben ab. Die Gebäudekanten des quadratischen Turmteils sind durch Ziermauerwerk lisenenartig hervorgehoben. Das rundbogige Eingangsportal weist ein halbkreisförmiges Oberlicht auf, eine Form, die sich bei den kleinen Fenstern unter dem Zwischendach wiederholt. Vier große ovale Fenster – von Ziermauerwerk eingefasst – schmücken den Turmkopf. Dahinter befindet sich ein Barkhausen-Wasserbehälter mit einer Kapazität von 100 m³.

## Wasserversorgung der Werft
Die Werft Saatsee war Teil der 1895 gegründeten Kaiserlichen Marineinspektion. Das städtische Wassernetz reichte nicht aus, um den Betrieb mit Wasser zu versorgen. Deshalb bohrte man einen betriebseigenen Brunnen, der den Wasserturm speiste. Auch nachdem die städtische Wasserversorgung erweitert worden war, erhielt die Werft die eigene Wasserversorgung mit Brunnen und Wasserturm aufrecht. Erst 1991 wurde der Turm stillgelegt. Heute gehört der Betrieb zum Bauhof Rendsburg, einer Organisationseinheit des Wasser- und Schifffahrtsamt Kiel-Holtenau. Der Bauhof Rendsburg betreut Wasserfahrzeuge und technische Anlagen des Kanals.